# Svartvitt

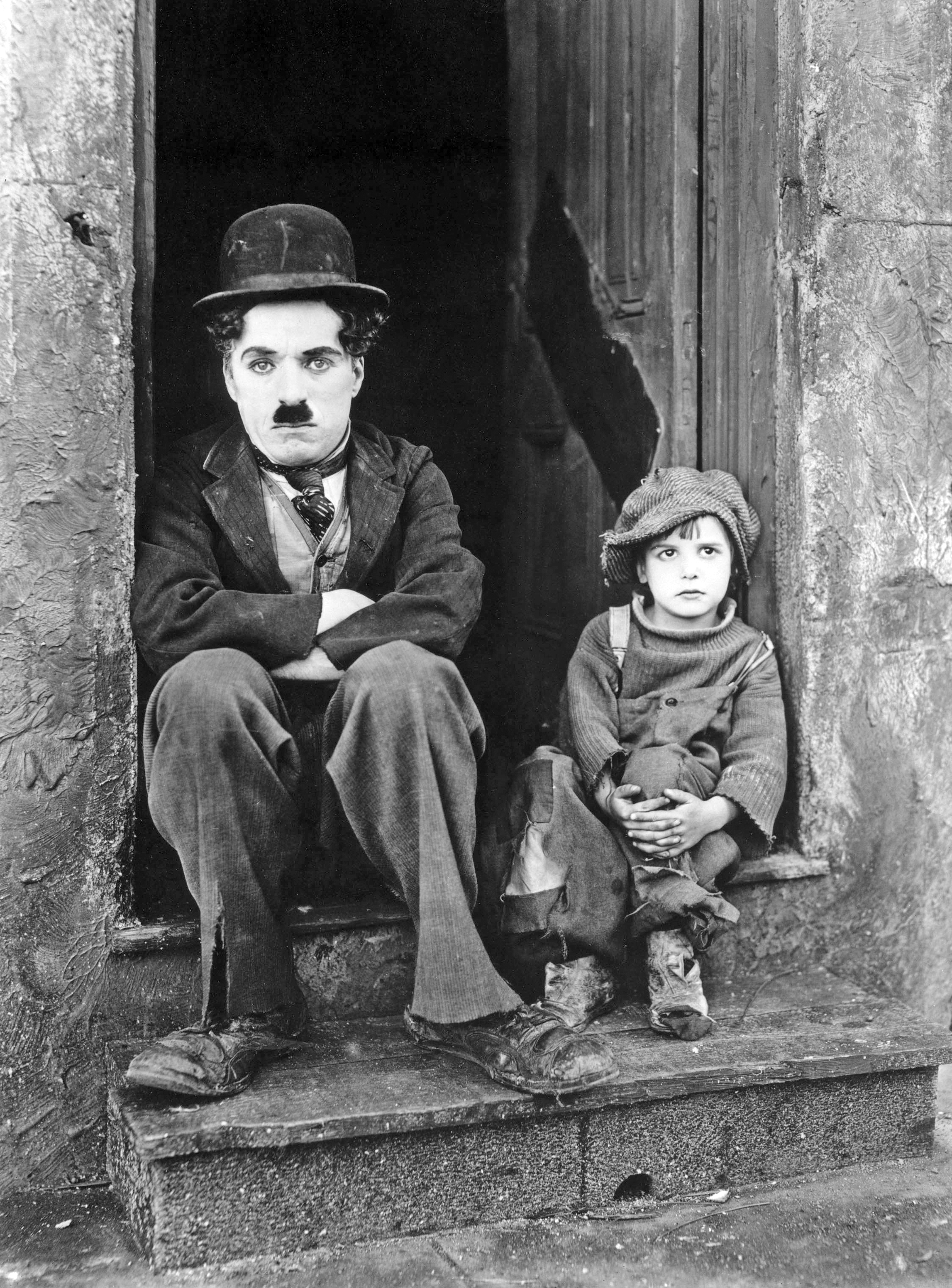
Bild från den svartvita filmen Chaplins pojke

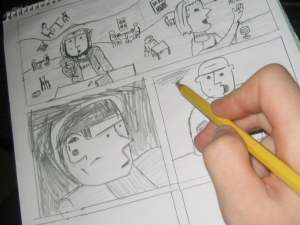
Svartvit tecknad serie

Svartvitt (eller svartvit) åsyftar något som utgörs av färgerna svart och vitt, samt den däremellan liggande gråskalan. Termen används ofta om film och foto, i motsats till färgfilm och -fotografi.
I fotografins barndom kunde man inte framställa färger utan bara skillnaden mellan ljust och mörkt. Bilderna blev alltså svartvita i en gråskala. Så småningom lyckades man framställa även färgbilder fotografiskt. Än idag används dock ofta svartvita bilder eller filmer, numera dock oftast för den konstnärliga verkans skull. Även teckningar och tecknade serier framställs ofta svartvitt, ibland som konturteckningar utan någon gråskala, ibland med gråskalor framställda med små punkter i form av raster eller i form av tätt liggande streck, så kallad skraffering.
Beteckningen svartvit(t) kan också syfta på en framställning som renodlar ont och gott.